# 盐湖城号核潜艇
盐湖城号核潜艇（舰号为：SSN-716）(USS Salt Lake City (SSN-716))、洛杉矶级攻击型核潜艇，美国海军第二艘以犹他州盐湖城市命名的舰艇。1977年9月15日建造合同被授予弗吉尼亚州纽波特纽斯的纽波特纽斯造船和干船坞公司，于1980年8月26日铺设龙骨。1982年10月16日由Kathleen Garn夫人赞助下水仪式，1984年5月12日开始执行任务，指挥官为理查德·伊特金（Richard Itkin）。
盐湖城号曾参演电影《猎杀红色十月》。
盐湖城号共8次执行完整部署任务，部署期间调用港口包括关岛、佐世保、横须贺、新加坡和夏威夷瓦胡岛，并获得大量荣誉奖励，其中包括4次“E”级战斗效率奖、3次海军集体嘉奖以及2次杰出贡献集体奖。
2005年10月26日在圣地亚哥盐湖城号进行了失活仪式后，启程前往极地冰下的运输任务。2006年1月15日，她在弗吉尼亚州朴次茅斯海军造船厂正式退役，退役后该舰将移交给停用舰船管理设施处理。2007年5月8日被拖到普吉特湾海军船坞中，在那里她将被回收和报废。